# Vuelta a Burgos femminile 2024
La Vuelta a Burgos femminile 2024, nona edizione della corsa e valevole come diciassettesima prova dell'UCI Women's World Tour 2024 categoria 2.WWT, si svolse in quattro tappe dal 16 al 19 maggio 2024 su un percorso di 491,3 km, con partenza da Villagonzalo Pedernales e arrivo a Canicosa de la Sierra, in Spagna. La vittoria fu appannaggio dell'olandese Demi Vollering, che completò il percorso in 12h19'41", alla media di 37,02 km/h, precedendo la francese Évita Muzic e la connazionale Karlijn Swinkels.
Sul traguardo di Canicosa de la Sierra 86 cicliste, su 117 partite da Villagonzalo Pedernales, portarono a termine la competizione.

## Tappe
| Tappa  | Data      | Percorso                                   | km    | Vincitore di tappa | Leader cl. generale |
| ------ | --------- | ------------------------------------------ | ----- | ------------------ | ------------------- |
| 1ª     | 16 maggio | Villagonzalo Pedernales > Burgos           | 122,8 | Lotta Henttala     | Lotta Henttala      |
| 2ª     | 17 maggio | Briviesca > Alto de Rosales                | 123   | Demi Vollering     | Demi Vollering      |
| 3ª     | 18 maggio | Roa de Duero > Melgar de Fernamental       | 123,3 | Lorena Wiebes      | Demi Vollering      |
| 4ª     | 19 maggio | Peñaranda de Duero > Canicosa de la Sierra | 122,2 | Demi Vollering     | Demi Vollering      |
| Totale | Totale    | Totale                                     | 491,3 |                    |                     |

## Squadre e cicliste partecipanti
| N.    | Cod. | Squadra                 |
| ----- | ---- | ----------------------- |
| 1-6   | SDW  | Team SD Worx-Protime    |
| 11-16 | LTK  | Lidl-Trek               |
| 21-26 | CSR  | Canyon-SRAM Racing      |
| 31-36 | LAJ  | Liv AlUla Jayco         |
| 41-46 | MOV  | Movistar Team           |
| 51-56 | TVL  | Team Visma-Lease a Bike |
| 61-66 | UAD  | UAE Team ADQ            |
| 71-76 | FST  | FDJ-Suez                |
| 81-86 | FED  | Fenix-Deceuninck        |
| 91-96 | DFP  | DSM-Firmenich PostNL    |

| N.      | Cod. | Squadra                     |
| ------- | ---- | --------------------------- |
| 101-106 | HPH  | Human Powered Health        |
| 111-116 | UXM  | Uno-X Mobility              |
| 121-126 | CGS  | Roland                      |
| 131-136 | EOC  | EF-Oatly-Cannondale         |
| 141-146 | EIC  | Eneicat-CMTeam              |
| 151-156 | LKF  | Laboral Kutxa-Fund. Euskadi |
| 161-166 | COF  | Cofidis Women Team          |
| 171-176 | BPK  | BePink-Bongioanni           |
| 181-186 | KGE  | Team Komugi-Grand Est       |
| 191-196 | PVA  | Primeau Vélo-Groupe Abadie  |

## Dettagli delle tappe

### 1ª tappa
- 16 maggio: Villagonzalo Pedernales > Burgos – 122,8 km

Risultati
| Pos. | Corridore       | Squadra      | Tempo    |
| ---- | --------------- | ------------ | -------- |
| 1    | Lotta Henttala  | EF Education | 3h02'33" |
| 2    | Carina Schrempf | Fenix        | s.t.     |
| 3    | Lorena Wiebes   | SD Worx      | s.t.     |

| Pos. | Corridore       | Squadra      | Tempo    |
| ---- | --------------- | ------------ | -------- |
| 1    | Lotta Henttala  | EF Education | 3h02'23" |
| 2    | Carina Schrempf | Fenix        | a 4"     |
| 3    | Lorena Wiebes   | SD Worx      | a 6"     |

### 2ª tappa
- 17 maggio: Briviesca > Alto de Rosales – 123 km

Risultati
| Pos. | Corridore        | Squadra  | Tempo    |
| ---- | ---------------- | -------- | -------- |
| 1    | Demi Vollering   | SD Worx  | 3h05'23" |
| 2    | Évita Muzic      | FDJ-Suez | a 4"     |
| 3    | Karlijn Swinkels | UAE      | a 9"     |

| Pos. | Corridore        | Squadra  | Tempo    |
| ---- | ---------------- | -------- | -------- |
| 1    | Demi Vollering   | SD Worx  | 6h07'46" |
| 2    | Évita Muzic      | FDJ-Suez | a 8"     |
| 3    | Karlijn Swinkels | UAE      | a 11"    |

### 3ª tappa
- 18 maggio: Medina de Pomar > Roa de Duero – 123,3 km

Risultati2"
| Pos. | Corridore          | Squadra   | Tempo    |
| ---- | ------------------ | --------- | -------- |
| 1    | Lorena Wiebes      | SD Worx   | 2h54'21" |
| 2    | Clara Copponi      | Lidl-Trek | s.t.     |
| 3    | Maike van der Duin | Canyon    | s.t.     |

| Pos. | Corridore        | Squadra  | Tempo    |
| ---- | ---------------- | -------- | -------- |
| 1    | Demi Vollering   | SD Worx  | 9h02'07" |
| 2    | Évita Muzic      | FDJ-Suez | a 8"     |
| 3    | Karlijn Swinkels | UAE      | a 11"    |

### 4ª tappa
- 19 maggio: Peñaranda de Duero > Canicosa de la Sierra – 122,2 km

Risultati
| Pos. | Corridore      | Squadra   | Tempo    |
| ---- | -------------- | --------- | -------- |
| 1    | Demi Vollering | SD Worx   | 3h17'44" |
| 2    | Lucinda Brand  | Lidl-Trek | a 51"    |
| 3    | Évita Muzic    | FDJ-Suez  | a 1'14"  |

| Pos. | Corridore        | Squadra  | Tempo     |
| ---- | ---------------- | -------- | --------- |
| 1    | Demi Vollering   | SD Worx  | 12h19'41" |
| 2    | Évita Muzic      | FDJ-Suez | a 1'28"   |
| 3    | Karlijn Swinkels | UAE      | a 1'59"   |

## Evoluzione delle classifiche
| Tappa              | Vincitore          | Classifica generale Maglia viola | Classifica a punti Maglia verde | Classifica scalatrici Maglia rossa | Classifica giovani Maglia bianca | Classifica a squadre |
| ------------------ | ------------------ | -------------------------------- | ------------------------------- | ---------------------------------- | -------------------------------- | -------------------- |
| 1ª                 | Lotta Henttala     | Lotta Henttala                   | Lotta Henttala                  | Katrine Aalerud                    | Megan Jastrab                    | SD Worx-Protime      |
| 2ª                 | Demi Vollering     | Demi Vollering                   | Karlijn Swinkels                | Katrine Aalerud                    | Shirin van Anrooij               | Canyon-SRAM          |
| 3ª                 | Lorena Wiebes      | Demi Vollering                   | Lorena Wiebes                   | Katrine Aalerud                    | Ella Wyllie                      | Canyon-SRAM          |
| 4ª                 | Demi Vollering     | Demi Vollering                   | Demi Vollering                  | Demi Vollering                     | Shirin van Anrooij               | Canyon-SRAM          |
| Classifiche finali | Classifiche finali | Demi Vollering                   | Demi Vollering                  | Demi Vollering                     | Shirin van Anrooij               | Canyon-SRAM          |

## Classifiche finali

### Classifica generale - Maglia viola (Top 10)
| Pos. | Corridore          | Squadra      | Tempo     |
| ---- | ------------------ | ------------ | --------- |
| 1    | Demi Vollering     | SD Worx      | 12h19'41" |
| 2    | Évita Muzic        | FDJ-Suez     | a 1'28"   |
| 3    | Karlijn Swinkels   | UAE          | a 1'59"   |
| 4    | Elise Chabbey      | Canyon       | a 2'13"   |
| 5    | Shirin van Anrooij | Lidl-Trek    | a 2'21"   |
| 6    | Noemi Rüegg        | EF Education | a 3'23"   |
| 7    | Soraya Paladin     | Canyon       | a 3'27"   |
| 8    | Liane Lippert      | Movistar     | a 3'30"   |
| 9    | Ella Wyllie        | Liv AlUla    | s.t.      |
| 10   | Maud Oudeman       | Visma        | s.t.      |

### Classifica a punti - Maglia verde (Top 5)
| Pos. | Corridore        | Squadra  | Tempo |
| ---- | ---------------- | -------- | ----- |
| 1    | Demi Vollering   | SD Worx  | 50    |
| 2    | Lorena Wiebes    | SD Worx  | 41    |
| 3    | Karlijn Swinkels | UAE      | 40    |
| 4    | Elise Chabbey    | Canyon   | 38    |
| 5    | Évita Muzic      | FDJ-Suez | 36    |

### Classifica scalatrici - Maglia rossa (Top 5)
| Pos. | Corridore        | Squadra  | Tempo |
| ---- | ---------------- | -------- | ----- |
| 1    | Demi Vollering   | SD Worx  | 26    |
| 2    | Évita Muzic      | FDJ-Suez | 19    |
| 3    | Claire Steels    | Movistar | 16    |
| 4    | Karlijn Swinkels | UAE      | 14    |
| 5    | Elise Chabbey    | Canyon   | 10    |

### Classifica giovani - Maglia bianca (Top 5)
| Pos. | Corridore            | Squadra   | Tempo     |
| ---- | -------------------- | --------- | --------- |
| 1    | Shirin van Anrooij   | Lidl-Trek | 12h22'02" |
| 2    | Ella Wyllie          | Liv AlUla | a 1'09"   |
| 3    | Maud Oudeman         | Visma     | s.t.      |
| 4    | Rosita Reijnhout     | Visma     | a 1'18"   |
| 5    | Solbjørk M. Anderson | Uno-X     | a 1'29"   |

### Classifica a squadre (Top 5)
| Pos. | Squadra                 | Tempo     |
| ---- | ----------------------- | --------- |
| 1    | Canyon-SRAM Racing      | 37h08'47" |
| 2    | FDJ-Suez                | a 46"     |
| 3    | UAE Team ADQ            | a 1'04"   |
| 4    | Lidl-Trek               | a 1'58"   |
| 5    | Team Visma-Lease a Bike | a 2'02"   |